# 8665^2 ハルルコのジジョウ
『8665^2』（ハルルコのジジョウ）はRUNEから2007年9月28日に発売された18禁アドベンチャーゲームである。メーカーの公式サイトでは現在、続編となる『8665^3』（ハルルコのサンジョウ）が開発中とされている。

## ストーリー
主人公神代昭郎は、式条学園都市第八普通教棟に通うごく平凡な学生。ひとつだけ誰にも言えない秘密がある。それは半年くらい前から普通の人間より何倍もの敏感な犬並みの嗅覚が覚醒し、匂いというものにどうしようもなく惹かれてしまう特異体質のことである。一定以上の強い匂いを嗅ぐと意識が飛んでしまい、夢遊病患者のようになってしまう。そのことが原因でハルルコに秘密を知られ、仲間になることを強要される。そして、ハルルコに振り回される尋常でない日常に巻き込まれてしまうのだった。

## 登場人物

### 主人公
神代 昭郎（くましろ あきお）
本作の主人公。式条学園都市第八普通教棟に通う十階生。獣並みの嗅覚を持っている。

### メインヒロイン
統間 ハルルコ（すべるま ハルルコ）声:榎津まお
昭郎と同じクラスで、半年前に転校してきた。自由奔放で我侭な性格。
桜 南美（さくら なみ）声:金松由花
1Bの生徒。未来を見通すことができる霊感少女。
徒理弐 とろん（とりに とろん）声:茶谷やすら）
1Dの生徒。R.U.N.E.製第六世代型汎用作業自立機械試作機。
頭部がブラウン管のロボットで性能試験のために学園に通っている。
日月 寧々子（ひづき ねねこ）声:奥山歩
1Fの生徒。本物の猫耳と尻尾が生えている。
国府津 まりあ（こうづ まりあ）声:芹園みや
1Fの生徒。昭郎の幼馴染。母性的で普通の女の子。

### サブキャラクター
カナメ・エニアック声:このかなみ
成績優秀、眉目端麗、運動神経抜群の生徒会長。
徒理弐 てぃ（とりに てぃ）声:大野まりな
とろんの妹。百万馬力でとても姉思い。
常盤 正人（ときわ まさと）声:らいあん
1Gの生徒。昭朗の古くからの友人。熱血漢。

## スタッフ
- 原画:赤丸
- シナリオ:想ファクトリー
- 音楽:飯塚博（歌:真理絵）